# Élections au Parlement des îles Baléares de 2023
Les élections au Parlement des îles Baléares de 2023 (en catalan : eleccions al Parlament de les Illes Balears de 2023, en espagnol : elecciones al Parlamento de las Illes Balears de 2023) se tiennent le dimanche 28 mai 2023, afin d'élire les 59 députés de la XIe législature du Parlement des îles Baléares pour un mandat de quatre ans.

## Mode de scrutin
Le Parlement des îles Baléares (Parlamento de las Illes Balears) est une assemblée parlementaire monocamérale constituée de 59 députés (diputados), élus pour une législature de quatre ans au suffrage universel direct selon les règles du scrutin proportionnel d'Hondt par l'ensemble des personnes résidant dans la communauté autonome où résidant momentanément à l'extérieur de celle-ci, si elles en font la demande.

### Convocation du scrutin
Conformément à l'article 41 du statut d'autonomie des îles Baléares, le Parlement est élu pour un mandat de quatre ans. L'article 11 de la loi électorale baléare du 26 novembre 1986 précise que les élections sont convoquées par le président des îles Baléares au moyen d'un décret publié le vingt-cinquième jour précédant la conclusion de la législature et le cinquante-quatrième jour précédant la date des élections,.

### Nombre de députés et circonscriptions
Puisque l'article 41 du statut d'autonomie n'établit aucun nombre fixe, minimum ou maximum de députés, l'article 12 de la loi électorale dispose que le nombre de parlementaires est fixé à 59.
L'article 41 du statut établit quatre circonscriptions, qui correspondent aux îles de Majorque, de Minorque, d'Ibiza et de Formentera. L'article 12 de la loi électorale répartit les sièges à raison de 33 pour Majorque, 13 pour Minorque, 12 pour Ibiza, et 1 pour Formentera,.
| Circonscriptions | Députés | Carte                                 |
| ---------------- | ------- | ------------------------------------- |
| Majorque         | 33      | Nombre de sièges par circonscription. |
| Minorque         | 13      | Nombre de sièges par circonscription. |
| Ibiza            | 12      | Nombre de sièges par circonscription. |
| Formentera       | 1       | Nombre de sièges par circonscription. |

### Présentation des candidatures
Peuvent présenter des candidatures, : 
- les partis ou fédérations politiques enregistrées auprès du registre des associations politiques du ministère de l'Intérieur ;
- les coalitions électorales de ces mêmes partis ou fédérations dûment constituées et inscrites auprès de la commission électorale au plus tard 15 jours après la convocation du scrutin ;
- et les électeurs de la circonscription, s'ils représentent au moins 1 % des inscrits.

### Répartition des sièges
Seules les listes ayant recueilli au moins 5 % des suffrages valides — qui correspondent au total des suffrages exprimés et des votes blancs — dans la circonscription peuvent participer à la répartition des sièges à pourvoir, qui s'organise en suivant différentes étapes : 
- les listes sont classées en une colonne par ordre décroissant du nombre de suffrages obtenus ;
- les suffrages de chaque liste sont divisés par 1, 2, 3... jusqu'au nombre de députés à élire afin de former un tableau ;
- les mandats sont attribués selon l'ordre décroissant des quotients ainsi obtenus[4],[8],[9].

## Campagne

### Principales forces politiques
| Force politique | Force politique                                                                | Force politique | Idéologie                                                                       | Chef de file                            | Résultats en 2019          |
| --------------- | ------------------------------------------------------------------------------ | --------------- | ------------------------------------------------------------------------------- | --------------------------------------- | -------------------------- |
|                 | Parti socialiste des îles Baléares (ca) Partit Socialista de les Illes Balears | PSIB-PSOE       | Centre gauche Social-démocratie, progressisme, régionalisme                     | Francina Armengol (Présidente)          | 27,6 % des voix 19 députés |
|                 | Parti populaire (es) Partido Popular                                           | PP              | Centre droit à droite Libéral-conservatisme, démocratie chrétienne              | Marga Prohens                           | 22,4 % des voix 16 députés |
|                 | Ciudadanos (fr) Citoyens                                                       | Cs              | Centre droit à droite Libéralisme, réformisme, unionisme                        | Patricia Guasp (Porte-parole nationale) | 10,0 % des voix 5 députés  |
|                 | Unidas Podemos (fr) Unies, nous pouvons                                        | UP              | Gauche à extrême gauche Progressisme, socialisme démocratique, antimondialisme  | Antònia Jover                           | 9,8 % des voix 6 députés   |
|                 | Més per Mallorca (fr) Plus pour Majorque                                       | Més             | Gauche Socialisme démocratique, progressisme, régionalisme                      | Lluís Apesteguia                        | 9,2 % des voix 4 députés   |
|                 | Vox                                                                            | Vox             | Droite radicale à extrême droite Néo-franquisme, centralisme, ultranationalisme | Jorge Campos                            | 8,2 % des voix 3 députés   |
|                 | El Pi – Proposta per les Illes (fr) El Pi – Proposition pour les îles          | El Pi           | Centre à centre droit Libéralisme, régionalisme                                 | Josep Melià                             | 7,8 % des voix 3 députés   |
|                 | Més per Menorca (fr) Plus pour Minorque                                        | MpM             | Gauche Socialisme, écologisme, souverainisme                                    | Josep Castells                          | 1,4 % des voix 2 députés   |
|                 | Gent per Formentera (fr) Les gens pour Formentera                              | GxF             | Centre gauche Progressisme, écologisme, localisme insulaire                     |                                         | 0,5 % des voix 1 député    |

## Résultats

### Participation
| Taux de participation | En 2019 | En 2023 | Différence |
| --------------------- | ------- | ------- | ---------- |
| à 14 heures           | 29,87 % | 33,70 % | 3,83       |
| à 18 heures           | 42,61 % | 46,46 % | 3,85       |
| à 20 heures           | 55,76 % | 55,11 % | 0,65       |

### Voix et sièges

#### Total régional
| Représentation en hémicycle sur un axe gauche-droite du résultat. |                                                |         |       |      |        |               |
| Partis                                                            | Partis                                         | Voix    | %     | +/   | Sièges | +/−           |
|                                                                   | Parti populaire (PP)                           | 161 267 | 35,79 | 13,6 | 25     | 9             |
|                                                                   | Parti socialiste des îles Baléares (PSIB-PSOE) | 119 540 | 26,53 | 0,83 | 18     | 1             |
|                                                                   | Vox                                            | 62 637  | 13,90 | 5,78 | 8      | 5             |
|                                                                   | Més per Mallorca (Més)                         | 37 651  | 8,35  | 0,83 | 4      | en stagnation |
|                                                                   | Unidas Podemos (UP)                            | 19 980  | 4,43  | 5,31 | 1      | 5             |
|                                                                   | El Pi – Proposta per les Illes (El Pi)         | 17 686  | 3,92  | 3,38 | 0      | 3             |
|                                                                   | Més per Menorca (MpM)                          | 6 486   | 1,44  | 0,04 | 2      | en stagnation |
|                                                                   | Ciudadanos (Cs)                                | 6 097   | 1,35  | 8,55 | 0      | 5             |
|                                                                   | Liste commune PV-PACMA                         | 4 389   | 0,97  | 0,43 | 0      | en stagnation |
|                                                                   | Sa Unió (es) (PP-CF)                           | 1 747   | 0,39  | 0,06 | 1      | 1             |
|                                                                   | Liste commune GxF-PSIB-PSOE                    | 1 679   | 0,37  | 0,10 | 0      | 1             |
|                                                                   | Autres                                         | 4 278   | 0,95  | –    | 0      | en stagnation |
|                                                                   | Blanc                                          | 7 207   | 1,60  | 0,59 |        |               |
|                                                                   |                                                |         |       |      |        |               |
| Votes valides                                                     | Votes valides                                  | 450 644 | 98,72 |      |        |               |
| Votes nuls                                                        | Votes nuls                                     | 5 861   | 1,28  |      |        |               |
| Total                                                             | Total                                          | 456 505 | 100   | –    | 59     | en stagnation |
| Abstentions                                                       | Abstentions                                    | 371 773 | 44,89 |      |        |               |
| Inscrits                                                          | Inscrits                                       | 828 278 | 55,11 |      |        |               |

#### Par circonscription
| Circonscription | Circonscription | Majorque | Majorque | Majorque | Majorque      | Minorque | Minorque | Minorque | Minorque      | Ibiza  | Ibiza  | Ibiza  | Ibiza         | Formentera | Formentera | Formentera | Formentera    |
| --------------- | --------------- | -------- | -------- | -------- | ------------- | -------- | -------- | -------- | ------------- | ------ | ------ | ------ | ------------- | ---------- | ---------- | ---------- | ------------- |
|                 |                 |          |          |          |               |          |          |          |               |        |        |        |               |            |            |            |               |
| Sièges          | Sièges          | 33       | 33       | 33       | en stagnation | 13       | 13       | 13       | en stagnation | 12     | 12     | 12     | en stagnation | 1          | 1          | 1          | en stagnation |
|                 |                 |          |          |          |               |          |          |          |               |        |        |        |               |            |            |            |               |
|                 |                 | Nombre   | Nombre   | %        | %             | Nombre   | Nombre   | %        | %             | Nombre | Nombre | %      | %             | Nombre     | Nombre     | %          | %             |
| Inscrits        | Inscrits        | 647 787  | 647 787  | 100,00   | 100,00        | 74 585   | 74 585   | 100,00   | 100,00        | 98 726 | 98 726 | 100,00 | 100,00        | 7 180      | 7 180      | 100,00     | 100,00        |
| Abstentions     | Abstentions     | 279 975  | 279 975  | 43,22    | 43,22         | 34 981   | 34 981   | 46,90    | 46,90         | 53 450 | 53 450 | 54,14  | 54,14         | 3 367      | 3 367      | 46,89      | 46,89         |
| Votants         | Votants         | 367 812  | 367 812  | 56,78    | 56,78         | 39 604   | 39 604   | 53,10    | 53,10         | 45 276 | 45 276 | 45,86  | 45,86         | 3 813      | 3 813      | 53,11      | 53,11         |
| Nuls            | Nuls            | 4 507    | 4 507    | 1,23     | 1,23          | 644      | 644      | 1,63     | 1,63          | 650    | 650    | 1,44   | 1,44          | 60         | 60         | 1,57       | 1,57          |
| Exprimés        | Exprimés        | 363 305  | 363 305  | 98,77    | 98,77         | 38 960   | 38 960   | 98,37    | 98,37         | 44 626 | 44 626 | 98,56  | 98,56         | 3 753      | 3 753      | 98,43      | 98,43         |
|                 |                 |          |          |          |               |          |          |          |               |        |        |        |               |            |            |            |               |
| Partis          | Partis          | Voix     | %        | Sièges   | +/−           | Voix     | %        | Sièges   | +/−           | Voix   | %      | Sièges | +/−           | Voix       | %          | Sièges     | +/−           |
|                 | PP              | 124 401  | 34,24    | 13       | 6             | 15 080   | 38,71    | 5        | 1             | 21 786 | 48,82  | 7      | 2             | NC         | NC         | NC         | NC            |
|                 | PSIB-PSOE       | 97 688   | 26,89    | 10       | en stagnation | 10 413   | 26,73    | 4        | en stagnation | 11 439 | 25,63  | 4      | 1             | NC         | NC         | NC         | NC            |
|                 | Vox             | 55 610   | 15,31    | 6        | 3             | 2 790    | 7,16     | 1        | 1             | 4 112  | 9,21   | 1      | 1             | 125        | 3,33       | 0          | en stagnation |
|                 | Més             | 37 651   | 10,36    | 4        | en stagnation | NC       | NC       | NC       | NC            | NC     | NC     | NC     | NC            | NC         | NC         | NC         | NC            |
|                 | El Pi           | 17 089   | 4,70     | 0        | 3             | NC       | NC       | NC       | NC            | 597    | 1,34   | 0      | en stagnation | NC         | NC         | NC         | NC            |
|                 | MpM             | NC       | NC       | NC       | NC            | 6 486    | 16,65    | 2        | en stagnation | NC     | NC     | NC     | NC            | NC         | NC         | NC         | NC            |
|                 | UP              | 14 496   | 3,99     | 0        | 3             | 2 631    | 6,75     | 1        | 1             | 2 853  | 6,39   | 0      | 1             | NC         | NC         | NC         | NC            |
|                 | Cs              | 4 940    | 1,36     | 0        | 3             | 545      | 1,40     | 0        | 1             | 612    | 1,37   | 0      | 1             | NC         | NC         | NC         | NC            |
|                 | PV-PACMA        | 3 596    | 0,99     | 0        | en stagnation | NC       | NC       | NC       | NC            | 662    | 1,48   | 0      | en stagnation | 131        | 3,49       | 0          | en stagnation |
|                 | Sa Unió         | NC       | NC       | NC       | NC            | NC       | NC       | NC       | NC            | NC     | NC     | NC     | NC            | 1 747      | 46,55      | 1          | 1             |
|                 | GxF/PSIB-PSOE   | NC       | NC       | NC       | NC            | NC       | NC       | NC       | NC            | NC     | NC     | NC     | NC            | 1 679      | 44,74      | 0          | 1             |
|                 | Autres          | 2 289    | 0,63     |          |               | 158      | 0,41     |          |               | 1 831  | 4,10   |        |               | —          | —          |            |               |
|                 | Blanc           | 5 545    | 1,53     | 857      | 2,20          | 734      | 1,64     | 71       | 1,89          |        |        |        |               |            |            |            |               |